# スヴェン・ヨナソン
スヴェン・ヨナソン（Sven Jonasson, 1909年7月9日 - 1984年9月17日）は、スウェーデン出身のサッカー選手、サッカー指導者。ポジションはフォワード。

## 経歴
ヨナソンは故郷のIKイミルでサッカーを始めると、1927年にIFエルフスボリに入団し、同年9月11日にリーグデビューをした。エルフスボリでは3度のリーグ優勝（1936年、1939年、1940年）に貢献し、自身も得点王を2度（1934年、1936年）獲得した。第二次世界大戦後の1946年に現役を引退したが、リーグ通算得点記録の252得点は2014年の時点において歴代最多記録となっている。
スウェーデン代表としては1934年にイタリアで開催された1934 FIFAワールドカップ、1938年にフランスで開催された1938 FIFAワールドカップの2大会に出場するなど、国際Aマッチ42試合に出場し20得点を記録した。1934年大会では1回戦のアルゼンチン戦で2得点、1938年大会では3位決定戦のブラジル戦で1得点を記録した。また、1936年にドイツで開催されたベルリンオリンピックにも出場したが、1回戦で日本に2-3で敗れた。
引退後は指導者の道へ進み、1952年から1954年まで古巣のIFエルフスボリの監督を務めた。

## 個人タイトル
- アルスヴェンスカン得点王 2回（1934年、1936年）
- スウェーデンサッカー殿堂（2003年[1]）